# Astrologie conditionaliste
L'astrologie conditionaliste est un courant de l'astrologie française. Pour ce mouvement, l'homme est influencé par l'hérédité, appelé l'héritage terrestre, et par le système solaire, appelé l'héritage céleste. Il ne prétend plus faire des prédictions exactes comme l'astrologie classique, mais affirme que la psychologie des individus dépend de la position des astres.

## Les phases inspirées de la réflexologie de Pavlov
Jean-Pierre Nicola s'est inspiré du vocabulaire utilisé en neurophysiologie par Ivan Petrovitch Pavlov (excitation/inhibition) pour classer les signes, non par saisons, mais par périodes :
- périodes d'équinoxe (Poissons, Bélier et Vierge, Balance) : la durée du jour est grosso modo égale à la durée de la nuit; les deux valeurs contraires sont de même force (cette phase est dite égalitaire) ;
- périodes de milieu de saison (correspondant aux signes dit fixes: Taureau, Lion, Scorpion, Verseau) : une valeur (jour ou nuit) domine sur son contraire (phase dite paradoxale) ;
- périodes de solstice (Gémeaux, Cancer et Sagittaire, Capricorne) : la valeur minimum disparaît au regard de la valeur maximum (phase dite ultra-paradoxale).

Concrètement, cela donne :
- Bélier : même attitude (agressivité) envers tout le monde ;
- Taureau : réagit fort à des signaux faibles (susceptibilité, jalousie) ;
- Gémeaux : répond de manière positive (ouverture maximale) à des signaux négatifs ;
- Cancer : répond de manière négative ("reste dans son cocon") à des signaux positifs ;
- Lion : réagit fort à des signaux faibles (aveuglement par son besoin de reconnaissance) ;
- Vierge : supporte mal le choc des contraires (en positif, ne mélange pas les genres) ;
- Balance : est non engagé (en positif, a soif d'harmonie) ;
- Scorpion : réagit fort à des signaux faibles (attention excessive à l'envers du décor) ;
- Sagittaire : répond de manière positive (exubérance) à des signaux négatifs ;
- Capricorne : répond de manière négative (manque de chaleur et d'enthousiasme) à des signaux positifs ;
- Verseau : réagit fort à des signaux faibles (décèle du prometteur là où il n'y a rien, lâche la proie pour l'ombre) ;
- Poissons : même attitude (indifférence, laisser-faire) envers tout le monde.

## Le modèle RET
L'astrologie conditionaliste a conçu un modèle qui divise les signaux astraux en trois dimensions ou niveaux : Représentation, Existence, Transcendance :
- à la « Représentation » correspond : le simple[3], le court terme[3], l'ici, le haut niveau d'énergie.
- à « l'Existence » correspond le duel[3], le moyen terme[3], le proche, le moyen niveau d'énergie.
- à la « Transcendance » correspond le complexe[3], le long terme[3], le lointain, le bas niveau d'énergie.

Ci-dessous, chaque planète est identifiée comme une combinaison de deux des trois dimensions du modèle RET qui permet de tracer les grandes lignes d'une réinvention du symbolisme astral traditionnel :
|            | R (fort) | E (moyen) | T (faible) |
| r (fort)   |          |           |            |
| e (moyen)  |          |           |            |
| t (faible) |          |           |            |

soit :
- Soleil ⇔ représentation des Représentations (rR)[5] (le Soi, se reconnaître et être reconnu[6]) ;
- Vénus ⇔ existence des Représentations (eR)[5] (Vénus va vers la dualité (existence) et ce duo est fondé sur un langage commun (Représentation)[7]) ;
- Mercure ⇔ transcendance des Représentations (tR)[5] (L'Un se démultiplie ou se complexifie[8] par le raisonnement, la pensée) ;
- Jupiter ⇔ représentation de l'Existence (rE)[5] (Jupiter est la représentation du sujet à travers ses œuvres[9]) ;
- Mars ⇔ existence de l'Existence (eE)[5] (vivre pour vivre, agir pour agir[10]) ;
- Saturne ⇔ transcendance de l'Existence (tE)[11] (fonction de dépouillement[12], leçons profitables durement acquises) ;
- Uranus ⇔ représentation de la Transcendance (rT)[11] (Uranus ramène la multiplicité à quelques données schématiques ; il simplifie le complexe[13]) ;
- Neptune ⇔ existence de la Transcendance (eT)[11] (le rêve, l'illusion, le mystère, la compassion) ;
- Pluton ⇔ transcendance de la Transcendance (tT)[11] (la remise en cause rampante de l'ordre existant).

## La«théorie des âges»
S'inspirant des travaux de Jean Piaget sur le développement de l'enfant, l'école conditionaliste considère qu'à chaque âge correspond un stade planétaire, marqué par le symbolisme astrologique de la planète (ou du luminaire) en question, dans l'ordre géocentrique d'éloignement à la Terre de ces planètes (la Lune correspondant à l'âge du nourrisson, et Uranue à la vieillesse),, :
- De 0 à 1 mois : âge lunaire (période de révolution sidérale de la Lune : 28 jours) ; vie végétative[18],[19] ;

- De 1 à 3 mois : âge mercurien (période de révolution de Mercure, soit 3 mois, moins le cycle lunaire) ; amorce d'un dialogue avec l'entourage[18],[20] ;

- De 3 à 7 mois 1/2 : âge vénusien (période de révolution de Vénus, soit 7 mois 1/2, moins le cycle mercurien) ; découverte de son corps et des sensations qu'il procure[21] ;

- De 7 mois 1/2 à 12 mois : âge solaire (période de révolution du Soleil, soit 12 mois, moins le cycle vénusien) ; prise de conscience de sa propre individualité (« âge du miroir »)[22] ;

- De 12 mois à 2 ans : âge martien (période de révolution de Mars, soit 2 ans, moins le cycle solaire) ; apprentissage de la marche[23],[24] ; « La confrontation avec les objets entraîne une hyperactivité »[25] et des rapports de force (« âge du non ») ;

- De 2 à 12 ans : âge jupitérien (période de révolution de Jupiter, soit 12 ans, moins le cycle martien) ; insertion dans un réseau de valeurs acceptées[26],[27] ;

- De 12 ans à 30 ans : âge saturnien (période de révolution de Saturne, soit 30 ans, moins le cycle jupitérien) ; les responsabilités sont assumées dans leur ensemble[28],[29] ;

- De 30 ans à 84 ans : âge uranien (période de révolution d'Uranue, soit 84 ans, moins le cycle saturnien) ; l'Uranien se définit par son aptitude à réaliser[30],[31] ; « ambition, efficacité, responsabilité, spécialisation » de 30 à 42 ans (42 ans = opposition d'Uranus à sa position natale), et de 42 ans 84 ans, « les conduites deviennent stéréotypées, une cérébralisation s'opère »[32] ;

- Après 84 ans : âge neptunien ; anticipation sur l'au-delà, réceptivité à l'après-vie[33],[34].